# Lucius Ambivius Turpio
Lucius Ambivius Turpio (i. e. 2. század) római színész, színigazgató, irodalmár
Életéről nagyon keveset tudunk. A maga korában híres színész és színigazgató volt, aki azonban komoly irodalompártoló tevékenységet is kifejtett, komolyan támogatta a fiatal tehetségeket, így Caeciliust és Terentiust is. Önálló munkái elvesztek.